# Cooperació transfronterera
La cooperació transfronterera és la col·laboració entre zones adjacents a ambdós costats d'una frontera. A la Unió Europea es denomina així una de les formes de cooperació territorial (a més de la cooperació transnacional i la interregional). El model europeu és molt divers: pot tractar-se de cooperació entre regions o municipis fronterers o d'estructures de cooperació creades amb la participació d'administracions i d'agents socioeconòmics locals. Generalment, els diferents actors interessats en la cooperació transfronterera constitueixen algun organisme comú per a gestionar-la.
Aquests organismes estan compostos generalment per administracions públiques (municipis, districtes, comtats, comarques o regions) de diferents països que s'organitzen mitjançant comunitats de treball, consorcis, euroregions o agrupacions europees de cooperació territorial (AECT). Algunes d'aquestes estructures inclouen administracions públiques de diferent rang o, fins i tot, la participació d'organismes de caràcter privat (universitats, entitats, associacions professionals, empreses...).

## El concepte de cooperació transfronterera
A vegades el terme de cooperació transfronterera es presta a confusió amb els de cooperació transnacional i interregional. De fet hi ha molts punts en comú i en algunes ocasions poden utilitzar-se indistintament. En principi, però, la cooperació transfronterera remet a la proximitat de la frontera estatal: els actors són propers a la frontera, i l'objectiu de la cooperació és “superar” la frontera (o fer-la porosa) per a resoldre determinats problemes o aconseguir objectius comuns. De la seva banda, la cooperació transnacional i la interregional es refereixen a la que existeix entre administracions de diferents estats que poden compartir frontera o no, i que en tot cas l'objecte de cooperació no està directament relacionat amb el fet fronterer. Dos exemples de cooperació territorial que no es poden qualificar de cooperació pròpiament transfronterera, ho són l'AECT Institut Micològic Europeu (EMI) i l'AECT Agrupació Europea Ciutats de la Ceràmica (AEuCC), tots dos amb participació d'administracions del Països Catalans: tan un organisme com l'altre vehiculen la cooperació entre territoris però amb un objectiu temàtic concret (la micologia o la ceràmica) no directament relacionat amb la contigüitat fronterera. El cas de l'AECT Arxipèlags Mediterranis (Archimed) podria ser un exemple "híbrid" perquè si bé les administracions associades no comparteixen la contigüitat d'una mateixa frontera (van de les Illes Balears a Creta i Xipre) també es pot considerar que sí comparteixen una frontera marítima correlativa i una mateixa problemàtica "fronterera".
En una Comunicació del 2017, la Comissió Europea recordava que la Unió Europea i els seus veïns immediats de l'Associació Europea de Lliure Comerç (AELC) posseeixen 40 fronteres terrestres interiors. I que les regions frontereres de la Unió Europea cobreixen el 40% del territori de la Unió, representen el 30% de la població, i que tenen gairebé 2 milions de viatgers pendulars transfronterers que van i venen habitualment d'un costat de frontera a l'altre.

## L'evolució del règim jurídic
A Europa, la cooperació transfronterera ha estat tradicionalment emparada pel Consell d'Europa (organització diferent de la Unió Europea i que abarca més països que no pas aquesta), concretament pel seu Conveni-marc sobre la cooperació transfronterera signat a Madrid el 21 de maig de 1980. A partir d'aquest Conveni-marc, els estats-membre del Consell d'Europa han anat signant tractats internacionals bilaterals o multilaterals entre estats veïns per a desenvolupar i concretar els mecanismes de cooperació. I basant-se en el Conveni-marc i els esmentats tractats, les administracions frontereres que ho han desitjat han creat múltiples organismes de cooperació amb fórmules jurídiques diverses: consorcis, associacions, simples protocols de col·laboració, etc. No obstant, als estats que pertanyen a la Unió Europea, el 2006 el Parlament Europeu i el Consell els van oferir una possibilitat legal més a través del Reglament CE n°1082/2006 de 5 juliol de 2006 que regula la possible creació d'uns nous organismes amb personalitat jurídica pròpia i pensats per al conjunt de la cooperació territorial (específicament transfronterera o no): les agrupacions europees de cooperació territorial (AECT, en francès i italià GECT, en anglès EGCT). De llavors ençà, molts dels organismes de cooperació transfronterera preexistents –no tots– s'han reconvertit legalitzant-se com a AECT, cosa que els facilita de prosseguir la seva tasca alsi del marc comunitari europeu: més facilitats per a ser interlocutors de les institucions comunitàries i més fàcil accés a subvencions i ajuts.

## La cooperació transfronterera als Països Catalans
Els Països Catalans formen un territori amb una gran presència d'espai fronterer. Pertanyents a 3 estats diferents (Andorra, Espanya i França), hi ha evidentment la frontera pirinenca entre aquests. Però també el mar Mediterrani exerceix de frontera amb els països veïns siguin aquests contigus o a l'altra riba.
Alguns des organismes de cooperació transfronterera amb implicació dels Països Catalans són:
- Consorci de la Comunitat de Treball dels Pirineus
- AECT Eurodistricte Espai Català Transfronterer
- AECT Euroregió Pirineus Mediterrània
- Euroregió de l'Arc Mediterrani (EURAM)
- AECT Arxipèlags Mediterranis (Archimed)
- AECT Pirineus-Cerdanya
- AECT Hospital transfronterer de la Cerdanya
- AECT País d'Art i d'Història Transfronterer Les Valls Catalanes del Tec i del Ter
- AECT Agrupació Europea de Cooperació Universitària Pirineus-Mediterrània AECU-PM